# Остін Стовелл
Остін Стовелл (англ. Austin Stowell; нар. 24 грудня 1984, Кенсінґтон, Коннектикут, США) — американський актор театру, кіно та телебачення, найбільш відомий за ролями у стрічках «Міст шпигунів» (Френсіс Гері Пауерс), «Історія дельфіна» і «Історія дельфіна 2» (Кайл Коннеллан), «Молоді серця» (Далтон Джойнер), «Одержимість» (Раян Конноллі) та мінісеріалі «Пастка-22» (Едвард Дж. Нейтлі).

## Життєпис
Остін Стовелл народився 24 грудня 1984 року в Кенсінґтон, штат Коннектикут. Він є молодшим з трьох синів Елізабети та Роберти Стовеллів. У 2003 році закінчив середню школу міста Берлін, штат Коннектикут.
Після школи вступив до Університету Коннектикуту, який закінчив 2007 року, та отримав ступінь бакалавр образотворчих мистецтв. Під час навчання в університеті грав у виставах Коннектикутського репертуарного театру.
Дебютував на телебаченні в 2009 році, зігравши у телесеріалі «Таємне життя американського підлітка» другорядну роль. Кінодебют відбувся у 2011 році в стрічці «Історія дельфіна».

## Особисте життя
Остін Стовелл з літа 2015 року до початку 2016 року зустрічався з канадською акторкою Ніною Добрев.

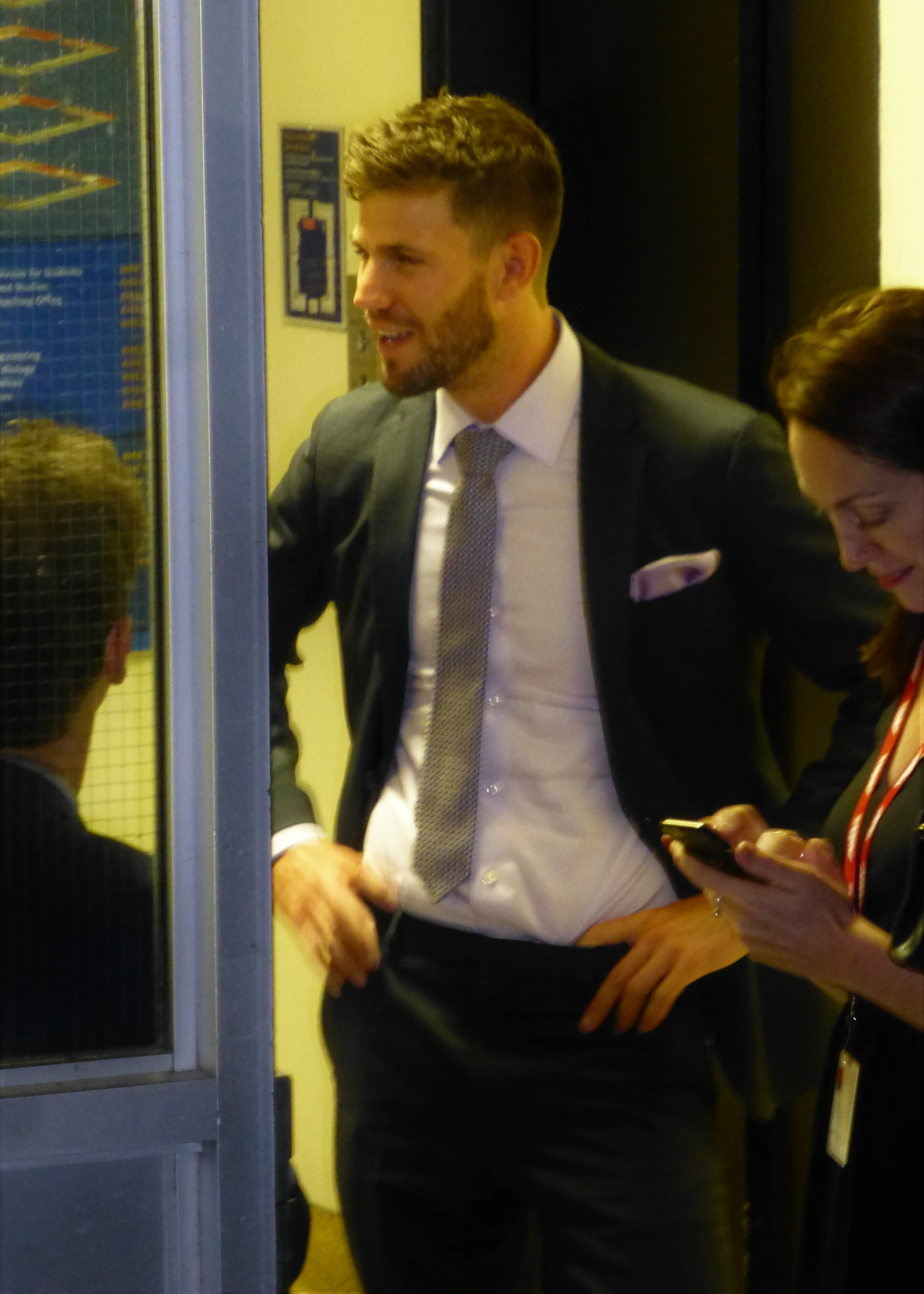
Остін Стовелл під час прем'єри стрічки «Моя дівчина — монстр» на «Міжнародний кінофестиваль у Торонто» в 2016 роц

## Фільмографія
| Рік       |    | Українська назва                       | Оригінальна назва                        | Роль                                     |
| --------- | -- | -------------------------------------- | ---------------------------------------- | ---------------------------------------- |
| 2024      | с  | Морська поліція: Початок               | NCIS: Origin                             | Лерой Джетро Гіббс                       |
| 2022      | с  | Глибокий вдих                          | Keep Breathing                           | Сем                                      |
| 2021      | с  | Білий лотос                            | The White Lotus                          | Гість готелю                             |
| 2021      | ф  | Мій коханий ворог                      | The Hating Game                          | Джошуа Темплман                          |
| 2020      | с  | Дивовижні історії                      | Amazing Stories                          | Лейтенант Теодор Коул                    |
| 2020      | ф  | «Довгий будинок»                       | The Long Home                            | (постпродакшн)                           |
| 2020      | ф  | «Острів фантазій»                      | Fantasy Island                           | Патрік Салліван                          |
| 2019      | с  | «Пастка-22»                            | Catch 22                                 | Едвард Дж. Нейтлі                        |
| 2019      | ф  | Ковтай                                 | Swallow                                  | Річі Конрад                              |
| 2018      | ф  | «Вища сила»                            | Higher Power                             | Майкл                                    |
| 2018      | ф  | «12 мужніх»                            | 12 Strong                                | Фред Фоллс, штаб-сержант                 |
| 2017      | ф  | «Битва статей»                         | Battle of the Sexes                      | Ларрі Кінґ                               |
| 2016      | ф  | «Стреттон»                             | Stratton                                 | Генк                                     |
| 2016      | ф  | «Моя дівчина — монстр»                 | Colossal                                 | Джоель                                   |
| 2016      | ф  | «У сумнівній битві»                    | In Dubious Battle                        | Едді                                     |
| 2015      | с  | «Суспільна мораль»                     | Public Morals                            | Шон О'Бреннон                            |
| 2015      | ф  | «Міст шпигунів»                        | Bridge of Spies                          | Френсіс Гері Пауерс, американський летун |
| 2014      | ф  | «Підстава»                             | Behaving Badly                           | Кевін Карпентер                          |
| 2014      | ф  | «Воррен»                               | Warren                                   | Тед Ґордон                               |
| 2014      | кф | «Я бачу тебе»                          | I Can See You                            | Дерек                                    |
| 2014      | ф  | «Історія дельфіна 2»                   | Dolphin Tale 2                           | Кайл Коннеллан                           |
| 2014      | ф  | «Одержимість»                          | Whiplash                                 | Раян                                     |
| 2013      | тф | «Перукарня Шуфлтона»                   | Shuffleton's Barbershop                  | Трей Коул                                |
| 2013      | кф | «Причина смерті»                       | Cause of Death                           | хлопець у душі                           |
| 2013      | тф | «За канделябрами»                      | Behind the Candelabra                    | актор за кулісами                        |
| 2012      | ф  | «Молоді серця»                         | Love and Honor                           | Далтон Джойнер                           |
| 2012      | кф | «Без матері»                           | Without a Mom                            | Бруклін                                  |
| 2011      | ф  | «Прокол»                               | Puncture                                 | медик швидкої                            |
| 2011      | ф  | «Історія дельфіна»                     | Dolphin Tale                             | Кайл Коннеллан                           |
| 2011      | кф | «Ти можеш спостерігати за цим»         | Can You Watch This                       | добрий самаритянин                       |
| 2010      | с  | «Морська поліція: Лос-Анджелес»        | NCIS: Los Angeles                        | Джеймс Вінстон                           |
| 2010      | с  | «90210: Нове покоління»                | 90210                                    | епізодична роль                          |
| 2009      | с  | «Таємна подружка»                      | Secret Girlfriend                        | Чед                                      |
| 2009—2011 | с  | «Таємне життя американського підлітка» | The Secret Life of the American Teenager | Джессі                                   |